# 하동향교
하동향교(河東鄕校)는 대한민국 경상남도 하동군 하동읍에 있는 향교이다. 1983년 8월 12일 경상남도의 유형문화재 제223호로 지정되었다.

## 개요
향교는 훌륭한 유학자를 제사하고 지방민의 유학교육과 교화를 위하여 나라에서 지은 교육기관이다.
세워진 시기는 정확히 알 수 없으나 조선 영조12년(1736)에 부사 민진기가 횡천으로부터 옮겨지었다. 그 뒤 헌종13년(1847)과 1920년에 고쳐지었고, 근래에도 보수하였다.
출입문이자 휴식공간이었던 풍화루를 들어가면 유생들이 공부하는 명륜당이 있고 그 앞쪽에는 유생들의 거처인 동·서재가 비대칭으로 위치하고 있다. 명륜당 뒤로는 내삼문이 있고, 그 안에 사당인 대성전과 동·서무가 있어서 공자를 비롯한 여러 성현들을 모시고 있다. 전체적으로 공부하는 곳이 앞쪽에, 제사지내는 곳이 뒤쪽에 위치한 전학후묘의 건물배치를 이루고 있다.
조선시대에는 국가로부터 토지와 전적, 노비 등을 받아 학생들을 가르쳤으나 갑오개혁(1894) 이후 교육의 기능은 없어지고 지금은 제사만 지내고 있다.
다른 향교에 비해 많은 전적을 보관하고 있으며, 특히 하동지방 향토사연구의 귀중한 자료를 많이 제공하고 있다.

## 참고 자료
- 하동향교 - 국가유산청 국가유산포털